# Kirchhain
Kirchhain è una città di 16 462 abitanti dell'Assia, in Germania.
Appartiene al distretto governativo di Gießen e al circondario di Marburgo-Biedenkopf.

## Amministrazione

### Gemellaggi
- Plomelin, dal 1966
- Doberlug-Kirchhain, dal 1989